# WWE 태그팀 챔피언십
WWE 태그팀 챔피언십(WWE Tag Team Champion)은 WWE의 챔피언십 중 하나이며 태그팀 챔피언십이다.

## 역사
2016년 제2의 브랜드 분리 이후 태그팀 챔피언십이 RAW로가자 스맥다운의 태그팀 디비전 활성화를 위해 창설된다.
2024년 4월 19일 스맥다운에서 현재 명칭으로 변경된다.

## 역대 타이틀 명칭
| 타이틀 명칭                  | 연도                     |
| ---------------------------- | ------------------------ |
| WWE 스맥다운 태그팀 챔피언십 | 2016년 ~ 2024년 4월 19일 |
| WWE 태그팀 챔피언십          | 2024년 4월 19일 ~        |

## 기록들
- 초대 챔피언 : 라이노 & 히스 슬레이터
- 최장수 챔피언 : 디 우소즈 (622일)
- 최단 기간 챔피언 : 더 뉴데이 (제비어 우즈 & 코피 킹스턴) (2일)
- 팀 최다 챔피언 : 더 뉴데이 (7회)
- 개인 최다 챔피언 : 코티 킹스턴, 재비어 우즈 (7회)
- 최중량급 챔피언 : 와이어트 패밀리 (브레이 와이어트 & 루크 하퍼 & 랜디 오턴) (364kg)
- 최경량급 챔피언 : 레이 미스테리오 & 도미닉 미스테리오 (170kg)
- 최고령 챔피언 : 셰인 맥마흔 (49세 12일)
- 최연소 챔피언 : 도미닉 미스테리오 (24세 41일)

## 역대 챔피언
- 라이노 & 히스 슬레이터 (초대 챔피언)
- 와이어트 패밀리 (브레이 와이어트 & 루크 하퍼 & 랜디 오턴)
- 아메리칸 알파 (채드 게이블 & 제이슨 조던)
- 디 우소즈 (지미 우소 & 제이 우소)
- 더 뉴데이 (제비어 우즈 & 빅 E & 코피 킹스턴)
- 블러즌 브라더스 (하퍼 & 로완)
- 더 바 (세자로 & 쉐이머스)
- 셰인 맥마혼 & 더 미즈
- 하디 보이즈 (매트 하디 & 제프 하디)
- 대니얼 브라이언 & 로완
- 리바이벌 (대쉬 와일더 & 스캇 도슨)
- 더 미즈 & 존 모리슨
- 나카무라 신스케 & 세자로
- 더 뉴데이 (제비어 우즈 & 코피 킹스턴)
- 스트리트 프로피츠 (몬테즈 포드 & 안젤로 도킨스)
- 돌프 지글러 & 로버트 루드
- 레이 미스테리오 & 도미닉 미스테리오
- 케빈 오웬스 & 새미 제인
- 저지먼트 데이 (핀 베일러 & 데미안 프리스트)
- 코디 로즈 & 제이 우소
- A 타운 다운 언더 (오스틴 시어리 & 그레이슨 월러)
- #DIY (토마소 참파 & 조니 가가노)
- 블러드라인 (타마 통가 & 제이콥 파투)
- 모터 시티 머신 건즈 (크리스 세이빈 & 앨릭스 셸리)
- 와이어트 식스 (덱스터 루미스 & 조 게이시) (현 챔피언)

## 같이 보기
- 트리플 크라운 챔피언십
- 그랜드 슬램 챔피언십
- WWE 월드 태그팀 챔피언십
- WWE RAW 태그팀 챔피언십
- WWE NXT 태그팀 챔피언십
- WCW 월드 태그팀 챔피언십
- ECW 월드 태그팀 챔피언십
- TNA 월드 태그팀 챔피언십
- RoH 월드 태그팀 챔피언십
- GFW 월드 태그팀 챔피언십